# Тарасюк Богдан Володимирович
Богда́н Володи́́мирович Тарасю́к (нар. 5 лютого 1990 — пом. 29 серпня 2014) — солдат 51-ї окремої механізованої бригади Збройних сил України, учасник російсько-української війни.

## Короткий життєпис
Народився 1990 року в селі Буцин (Старовижівський район, Волинська область). Закінчив Буцинську школу. Пройшов строкову службу в десантних військах.
У часі війни мобілізований у квітні 2014-го — стрілець-розвідник 3-го механізованого батальйону 51-ї окремої механізованої бригади (Володимир-Волинський); військовий фельдшер. У складі бригади у травні 2014 року рушив у зону боїв. У серпні побував удома в короткотерміновій відпустці.
Останній дзвінок від Богдана був 28 серпня з-під Іловайська. Загинув у бою поблизу Іловайська під час виходу з оточення на дорозі поміж селом Новокатеринівка та хутором Горбатенко.
Тіло знайшли 11 вересня в Дніпропетровську, мати солдата лише по медальйону й татуюванню впізнала тіло сина, таким понівеченим воно було.
Бійця поховали, але в родичів залишилися сумніви, вони вирішили провести експертизу ДНК.
Залишилися батьки Олена й Володимир Тарасюки та сестра.

## Нагороди та вшанування
За особисту мужність і героїзм, виявлені у захисті державного суверенітету та територіальної цілісності України, вірність військовій присязі під час російсько-української війни, відзначений — нагороджений:
- 17 липня 2015 року — орденом «За мужність» III ступеня (посмертно).[1]
- Його портрет розміщений на меморіалі «Стіна пам'яті полеглих за Україну» в Києві: секція 3, ряд 4, місце 31
- Вшановується 29 серпня на щоденному ранковому церемоніалі вшанування українських захисників, які загинули цього дня в різні роки внаслідок російської збройної агресії[2]
- Іловайський Хрест (посмертно)
- у Буцині на його честь перейменовано вулицю[3]